# Моргхан
Моргха́н или Моргху́н (перс. مرغان‎) — небольшой город на юге Ирана, в провинции Фарс. Входит в состав шахрестана  Шираз и является одним из восточных пригородов его одноимённого центра. По данным переписи, на 2006 год население составляло 5 660 человек.

## География
Город находится в центральной части Фарса, в горной местности юго-восточного Загроса, на высоте 1 483 метров над уровнем моря.
Моргхан расположен на расстоянии нескольких километров к востоку от Шираза, административного центра провинции и на расстоянии 685 километров к юго-юго-востоку (SSE) от Тегерана, столицы страны.